# Piggfrö
Piggfrö (Lappula squarrosa) är en växtart i familjen strävbladiga växter. 
Piggfrö kan bli upp till 40 cm hög och kan ses i hela Sverige. Dock är den sällsynt och är lättast att se i södra Sverige där den helst växer på grusig mark, till exempel på banvallar. Första dokumenterade fyndet gjordes på 1600-talet.